# 轮回 (佛教)
輪迴在各個宗教間是基礎討論，以佛學而论，世間一切的現象都離開不了輪迴的道理，宇宙物理的運轉，善惡六道的受生，肉身的生死變異，无始無明亦無常，神識輾轉于三界六道（有些宗派為五道），皆是輪迴。

## 概要
佛教的觀點不認為有靈魂，一切均為緣起，由因和緣而生滅，世間一切都在息息變化，佛說對於「輪迴的主體」，解釋人是四大、五蘊的聚合，不存在靈魂即稱無我。
輪迴的範圍共有六大類別，佛教稱之為「六道」，而六道則是由「五戒十善」及「五逆十惡」所產生的類別，眾生生滅的過程只是在六道中不停地轉動。
佛說輪迴轉生的主體是識，識不等同於靈魂，佛教將人的心分為八個識，順序為：眼識、耳識、鼻識、舌識、身識、意識、末那識、阿賴耶識。第八識阿賴耶識是種子識，儲藏前七識一切善惡業種業因所造作形成的業力種子，歷經萬劫連貫著生命之流，由現世今生到無數過去和未來的因果對流，構成了生命的連貫和生死的相續。

## 参閲
- 转世
- 瀕死經驗
- 普特伽羅
- 轉世傳承
- 忽畢勒罕
- 前世回溯
- 意識
- 化身
- 來世
- 重生
- 四相
- 復活
- 活佛
- 業

## 資料來源
1. ↑  顏國信. . 法鼓山全球資訊網.   [2023-04-30]. （原始内容存档于2005-02-10） （中文）.
2. ↑  張元隆.  (PDF). 慧炬雜誌.   [2023-04-30]. （原始内容存档 (PDF)于2021-10-01）.
3. ↑  . fo.ifeng.com.   [2017-07-15]. （原始内容存档于2021-01-21）.
4. ↑  呂澂. 談壯飛 , 编. . 第二講　部派佛學. 第一節 佛學分派的經過.   [2020-03-08]. （原始内容存档于2020-09-30）.
5. ↑  聖嚴法師，《正信的佛教》：P61，108自在语（第一集），圣严教育基金会 （页面存档备份，存于）
6. ↑  . 全方文化. : 22  [2021-08-31]. （原始内容存档于2021-08-31） （中文）.
7. ↑  . 印順文教基金會推廣教育中心. 2020-04-08  [2023-04-30]. （原始内容存档于2023-05-02）.
8. ↑  星雲大師. . 佛光山資訊中心.   [2023-04-30]. （原始内容存档于2023-01-01）.
9. ↑  呂凱文. . 中華佛學研究所.   [2023-04-30]. （原始内容存档于2023-05-06）.